# Bajōzutsu
Bajōzutsu (馬上筒?) era la pistola ad avancarica sviluppata in Giappone nel XVI secolo conseguentemente alla diffusione in loco delle armi a polvere nera per opera dei portoghesi. Era utilizzata dalla cavalleria samurai.